# کاخ ناصرالدین میرزا
کاخ ناصرالدین میرزا مربوط به دوره قاجار است و در شهرستان پاکدشت، بخش شریف‌آباد، روستای جمال آباد واقع شده و این اثر در تاریخ ۱ مهر ۱۳۸۲ با شمارهٔ ثبت ۱۰۳۳۳ به‌عنوان یکی از آثار ملی ایران به ثبت رسیده است.